# Unidad militar
La unidad militar es un elemento de organización permanente dentro de unas fuerzas armadas; bajo el mando de un jefe; con capacidades y características diferenciadas; y cuya estructura, efectivos y material han sido determinados por la autoridad competente. Ejércitos, armadas, fuerzas aéreas e instituciones militares  se organizan jerárquicamente en unidades de distintos tamaños siguiendo criterios operativos, organizativos y administrativos.
La unión de varias unidades de menor entidad, junto con un elemento de mando y control, forma una unidad de mayor entidad (por ejemplo, las compañías suelen estar formadas por dos a cuatro secciones, y una plana mayor de compañía). Se conoce como pequeñas unidades a las organizaciones más homogéneas y de menor tamaño (del equipo al regimiento), mientras que las organizaciones de mayor tamaño (brigada y superiores) –normalmente compuestas por unidades menores de distintos armas y cuerpos– son llamadas grandes unidades. Dentro de las grandes unidades, la brigada y la división se consideran grandes unidades elementales, y las formaciones mayores, grandes unidades superiores.
La composición específica de una organización militar en un momento determinado se conoce con el nombre de orden de batalla.

## Jerarquía de la organización de las fuerzas terrestres
Estos son algunos de los términos más comunes para describir unidades militares en los ejércitos de tierra, aunque hay que precisar que el cómputo aproximado de los efectivos de cada una de las unidades toman como modelo las Fuerzas Armadas de los Estados Unidos. El rango concreto del militar al mando puede variar de país a país, o puede depender de si la unidad es independiente o es parte de una unidad mayor del mismo arma o cuerpo.
| Símbolo OTAN | Nombre                       | Tipo      | Efectivos típicos    | Unidades subordinadas                | Mando (OTAN)                                                                                      |
| ------------ | ---------------------------- | --------- | -------------------- | ------------------------------------ | ------------------------------------------------------------------------------------------------- |
|              | Teatro de operaciones        | Comando   | 1,000,000–10,000,000 | 4+ grupos de ejércitos               | OF-10: Capitán general OF-9: General de Ejército                                                  |
|              | Grupo de ejércitos Frente    | Comando   | 400,000-1,000,000    | 2+ ejércitos                         | OF-10: Capitán general OF-9: General de Ejército                                                  |
|              | Ejército                     | Comando   | 100,000-200,000      | 2-4 cuerpos                          | OF-10: Capitán general OF-9: General de Ejército OF-8: Teniente general                           |
|              | Cuerpo de ejército           | Formación | 20,000-60,000        | 2+ divisiones                        | OF-9: General de Ejército OF-8: Teniente general OF-7: General de división                        |
|              | División                     | Formación | 6,000-25,000         | 2+ brigadas o 3+ regimientos         | OF-8: Teniente general OF-8 o OF-7: General de división                                           |
|              | Brigada                      | Formación | 3,000-5,000          | 2+ regimientos o 3-8 batallones      | OF-7: General de división OF-7 o OF-6: General de división OF-6: General de Brigada OF-5: Coronel |
|              | Regimiento                   | Unidad    | 1,000-3,000          | 1+ batallones, grupos o banderas     | OF-5: Coronel                                                                                     |
|              | Batallón Grupo Bandera Tabor | Unidad    | 300-1,000            | 2+ compañías, baterías o escuadrones | OF-4: Teniente coronel OF-3: Mayor o Comandante                                                   |
|              | Compañía Batería Escuadrón   | Subunidad | 100-250              | 2+ secciones                         | OF-3: Mayor o Comandante OF-2: Capitán                                                            |
|              | Pelotón                      | Subunidad | 20-50                | 2+ pelotones o patrullas             | OF-1: Teniente o alférez                                                                          |
|              | Sección Patrulla             | Subunidad | 12-24                | 2+ escuadras                         | OR-5-OR-6: Sargento OR-4 Cabo primero                                                             |
|              | Escuadra                     |           | 6-12                 |                                      | OR-3: Cabo                                                                                        |

No todas las fuerzas armadas cuentan con las organizaciones en los niveles superiores, solamente son necesarias si el ejército cuenta con dos o más unidades del nivel inmediatamente inferior. Algunos de los términos expuestos corresponden a los nombres más comúnmente utilizados, pero su uso puede variar de país a país. Por ejemplo, en el Ejército Argentino los Regimientos poseen entre 500 y 1000 efectivos, mientras que los regimientos de caballería del Ejército de los Estados Unidos, como el 2.º Regimiento de Caballería, tienen un tamaño y composición similar al de una brigada. El número de efectivos indicado en la tabla se corresponde a los típicos en el Ejército de los Estados Unidos en el día de hoy, pero puede ser mayor o menor en otros países o en otras épocas.